# Савез синдиката Републике Српске
Савез синдиката Републике Српске (ССРС) је синдикатска независна, нестраначка, и интересна организација која представља интересе свога чланства у области радничких права. Савез синдиката Републике Српске је кровна синдикатска организација која окупља све гранске синдикате у Републици Српској. Председник ССРС је Ранка Мишић. Сједиште савеза се налази у улици Српска бр. 32. у Бањалуци.

## Историја
Савез синдиката Републике Српске је основан 25. августа 1992. године у Бањалуци као израз интереса радника за повезивањем у јединствену синдикалну асоцијацију на нивоу Републике Српске. Актив жена и Актив младих Савеза синдиката Републике Српске су основани 2001. године.

## Конгреси ССРС
- Први Конгрес Савеза синдиката Републике Српске 10. јула 1997.
- Други Конгрес Савеза синдиката Републике Српске 5. јула 2001.
- Трећи Конгрес Савеза синдиката Републике Српске 30. јуна 2005.

## Списак синдиката Републике Српске
- Синдикат металске индустрије и рударства Републике Српске
- Синдикат трговине, угоститељства, туризма и услужних дјелатности Републике Српске
- Синдикат здравства и социјалне заштите Републике Српске
- Синдикат образовања, науке и културе Републике Српске
- Синдикат шумарства, прераде дрвета и папира Републике Српске
- Синдикат медија и графичара Републике Српске
- Синдикат грађевинарства и стамбено комуналне дјелатности Републике Српске
- Синдикат саобраћаја и веза Републике Српске
- Синдикат управе Републике Српске
- Синдикат правосуђа Републике Српске
- Синдикат пољопривреде и прехрамбене инустрије Републике Српске
- Синдикат радника унутрашњих послова Републике Српске
- Синдикат финансијских организација Републике Српске
- Синдикат текстила, коже и обуће Републике Српске